# Fusillade de l'université de Heidelberg
La fusillade de l'université de Heidelberg est survenue le 24 janvier 2022 lorsqu'un étudiant de 18 ans portant un fusil de chasse à double canon et une carabine à levier est entré dans une salle de conférence de l'Université de Heidelberg dans le Bade-Wurtemberg, en Allemagne, ouvrant le feu avec l'arme à feu à long canon sur la foule. Il a blessé quatre personnes, mais une femme est décédée plus tard de ses blessures. Le tireur s'est ensuite enfui et a été retrouvé mort par suicide. On rapporte que les motivations du tireur ne sont pas claires.

## Contexte
L'Allemagne a certaines des lois sur les armes à feu les plus strictes d'Europe et les fusillades dans les écoles y sont rares. Toute personne de moins de 25 ans doit passer une évaluation psychologique avant d'obtenir un permis d'armes à feu. La dernière fusillade meurtrière dans une école en Allemagne était la fusillade dans une école de Winnenden en mars 2009.

## Fusillade

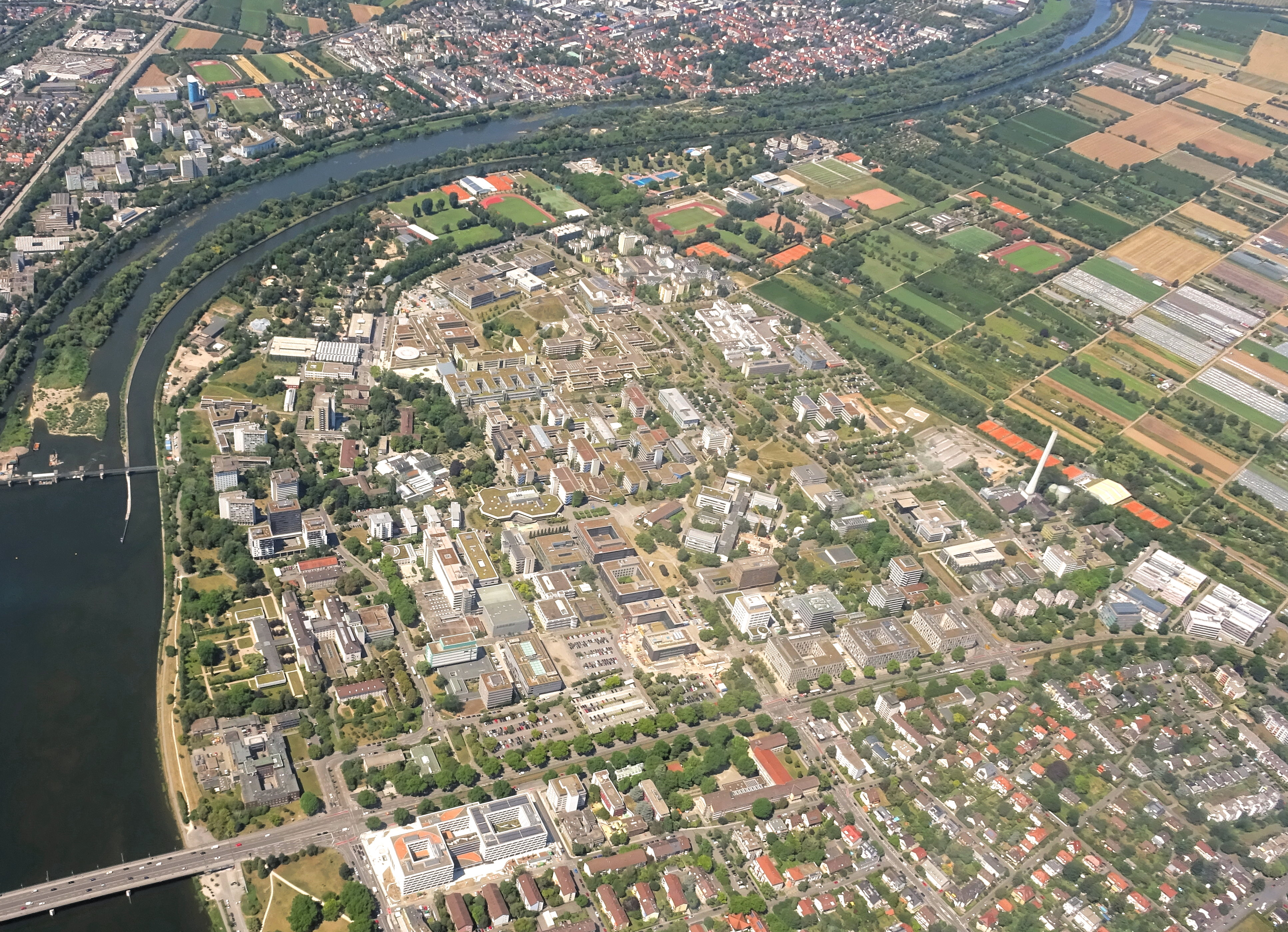
Vue aérienne du Campus "Neuenheimer Feld".

L'incident s'est produit sur Neuenheimer Feld (en), le campus de la faculté de médecine de l'université de Heidelberg (en), qui est située dans la ville du même nom dans le sud-ouest de l'Allemagne. Le campus de Neuenheimer Feld, au nord du Neckar, abrite principalement les facultés de sciences naturelles et les propriétés de l'hôpital universitaire. L'université avait initialement choisi d'éduquer les étudiants virtuellement, mais elle a repris l'apprentissage en personne en octobre 2021.
Le tireur de 18 ans est entré dans une salle de conférence, portant un fusil de chasse à double canon et un fusil à levier, et a ouvert le feu avec l'arme à feu à long canon sur la foule de 30 étudiants, qui participaient à un cours de chimie organique.  Les autorités ont rapporté que le tireur a tiré des balles à travers l'amphithéâtre "sauvage".
La police (en) de Heidelberg a déclaré avoir reçu sept appels en 43 secondes à 12 h 24, signalant l'incident. À 12 h 30, trois équipes de patrouille étaient à l'université. La police a rapidement exclu la présence d'autres auteurs.
Le tireur a blessé quatre personnes, dont une femme de 23 ans qui a reçu une balle dans la tête et est décédée peu de temps après à l'hôpital. Les autres victimes ont subi des blessures au visage, au dos et aux jambes. Deux des personnes blessées étaient des femmes allemandes (la plus âgée avait 21 ans, l'autre 19 ans) tandis que la troisième était un allemand de nationalité italienne. Le tireur a fui la scène et a ensuite été retrouvé mort dans la zone du jardin botanique à proximité; sa mort a été jugée par les enquêteurs comme un suicide.

## Enquête
La police a lancé une opération d'enquête sur la fusillade, avertissant les étudiants de ne pas s'approcher de la zone où la fusillade s'est produite. Des chiens renifleurs patrouillaient sur le terrain de l'université pendant que les policiers effectuaient l'opération. Plus de 400 policiers ont participé à l'enquête. Des agents ont été aperçus en train d'examiner deux armes à feu et un sac beige trouvés à proximité du jardin botanique de l'université de Heidelberg, près de la scène. Cela a été confirmé plus tard par les autorités locales.
Les armes à feu utilisées pour la fusillade auraient été obtenues illégalement à l'étranger. La police a trouvé un reçu de l'acquisition et enquête sur la personne qui a vendu les armes au tireur. L'agresseur n'avait pas de permis de possession d'armes en vertu de la loi allemande.

## Auteur
Selon le président du département de police de Mannheim, Siegfried Kollmar, le tireur était un étudiant de 18 ans de Mannheim, une ville située à 19 kilomètres de Heidelberg. Il était inscrit comme étudiant en biologie et était considéré comme en bonne santé, mais selon Süddeutsche Zeitung, il y a des indications d'une maladie mentale passée.
La police a déclaré que le tireur était un citoyen allemand sans casier judiciaire. Il aurait également envoyé un SMS sur WhatsApp à son père juste avant la fusillade, affirmant que "les gens doivent être punis maintenant" et exigeant un enterrement en mer. Il portait un sac à dos contenant 100 cartouches.
Le chef du bureau du procureur (en) général de Heidelberg a déclaré qu'il était trop tôt pour spéculer sur un éventuel mobile des actions du tireur.

## Réactions
La fusillade a été condamnée par le chancelier allemand Olaf Scholz, qui a décrit la nouvelle comme "déchirant son cœur". Le ministre-président du Bade-Wurtemberg Winfried Kretschmann et Thomas Strobl, le ministre de l'Intérieur du Bade-Wurtemberg ont partagé leurs condoléances avec les victimes et leurs familles et ont remercié la police pour son travail. La ministre des Sciences du Bade-Wurtemberg, Theresia Bauer, a visité le site de la fusillade et a rencontré le recteur de l'université Bernhard Eitel. La ministre d'État de l'Éducation, des Sciences et de la Culture du Schleswig-Holstein, Karin Prien (en), a qualifié l'incident de "fracassant".
Le président du syndicat étudiant de Heidelberg (en), Peter Abelmann, a déclaré que les étudiants sont "infiniment choqués. C'est un désastre au-delà de tout ce que vous pouvez imaginer entre les cours, les examens et la vie sur le campus".

## Désinformation
L'incident a été utilisé par des personnes de manière ciblée pour exploiter le crime à leurs propres fins. Des utilisateurs anonymes ont calomnié un YouTuber comme l'auteur présumé de la fusillade, qui, selon eux, voulait venger la souffrance des animaux. L'incident a été donné par tagesschau.de comme exemple d'infox après la fusillade.